# Kissiens
Cet article concerne un peuple du Proche-Orient ancien. Pour la population d'Afrique de l'Ouest, voir Kissi (peuple).
Les Kissiens, Cissiens, ou Kíssioi en grec, désignent les habitants élamites de Susiane, également connus sous le nom de Susiens. 

## Histoire et attribution géographique
Il existe plusieurs mentions des Kissiens par les auteurs grecs. La plus ancienne les mentionne dans la pièce Les Perses. Eschyle, son auteur, les appelle les Kissiens de tò Kissíōn pólisma (« la ville des Kissiens »), terme utilisé pour désigner Suse, la grande cité de Susiane.
Hérodote décrit les Cissiens en détail, notamment dans la liste des tributs du règne de Darius I. Il indique que « Suse et les autres parties de Cissie » forment le huitième nomós, versant chaque année 300 talents d'argent. La dernière section de la Route du Roi traverse le territoire cissien jusqu'au fleuve Karkheh, sur lequel Suse était située. Arderikka, probablement un domaine de Darius où sont installés les captifs Érétriens après 490 av. J.-C. est également reconnu comme cissien.

## Contributions militaires
Celon Diodore de Sicile, aux côtés des Mèdes, et d'autres peuples de l'Empire Perse, les Kissiens participent à plusieurs conflits importants de l'Antiquité. Leur infanterie participe avec la cavalerie à l'armée de Xerxès en Grèce, partageant l'habillement des Perses à l'exception du port de la mitre au lieu du bonnet feutré perse. Ils sont également en premières lignes lors de la bataille des Thermopyles durant laquelle ils subissent de lourdes pertes. Ils combattirent aussi à la bataille de Raphia en 217 av. J.-C., où Ptolémée IV vainc Antiochos III.

## Interprétations et identifications
Les opinions diffèrent concernant les liens des Kissiens avec les Cosséens. Daniel Potts énumère les différents avis. Certains, comme Carl Ferdinand Lehmann-Haupt et George Glenn Cameron, considèrent les Kissiens et les Cosséens comme deux peuples distincts. D'autres, comme Friedrich Delitzsch et Adolf Billerbeck voient dans les deux noms des variantes d'un même ethnonyme, qui dérive de l'akkadien Kaššu ou Kassite. Les Cissiens sont fréquemment identifiés avec les Kassites, un peuple du XVIIe siècle av. J.-C. en Babylonie et plus tard aussi en Assyrie. F. Weissbach souligne cependant les difficultés d'une telle identification. Pour lui, « Kassites » étaient en réalité les « Kossaîoi » de Strabon et d'autres auteurs grecs. Néanmoins, Kíssioi pourrait être le même nom que le Kaššî babylonien et qu'il ait été transféré des Kassites aux Élamites par une confusion de ces deux peuples voisins.